# Hardtlachhöfe

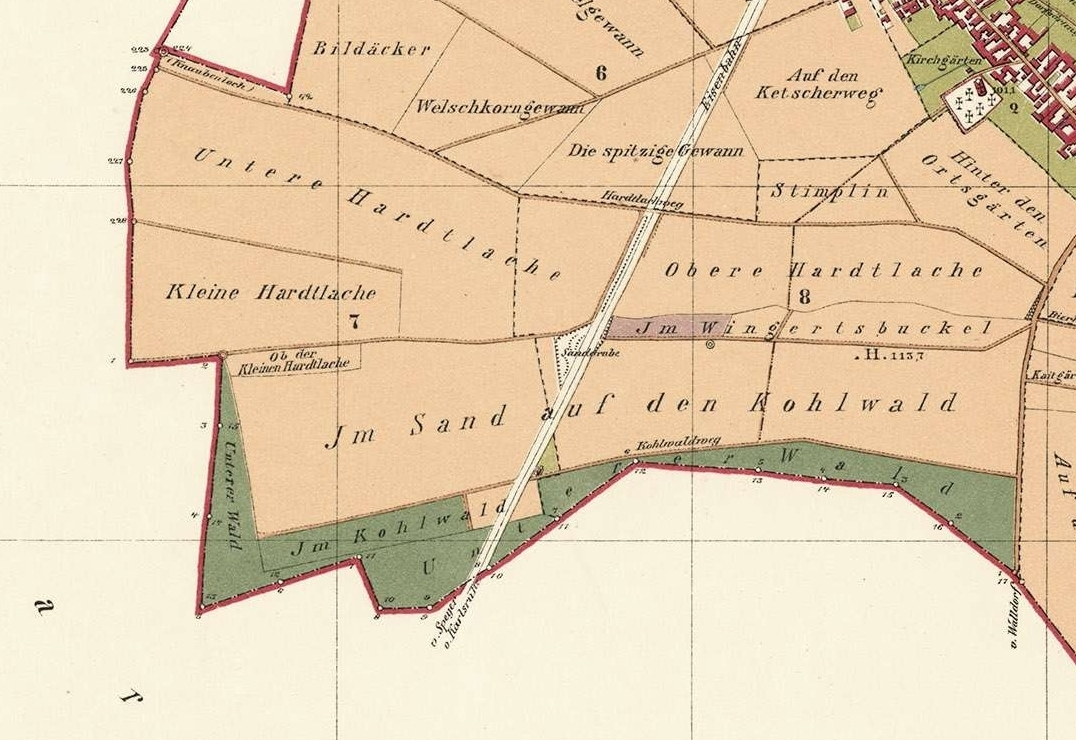
Die Hardtlache (1878)

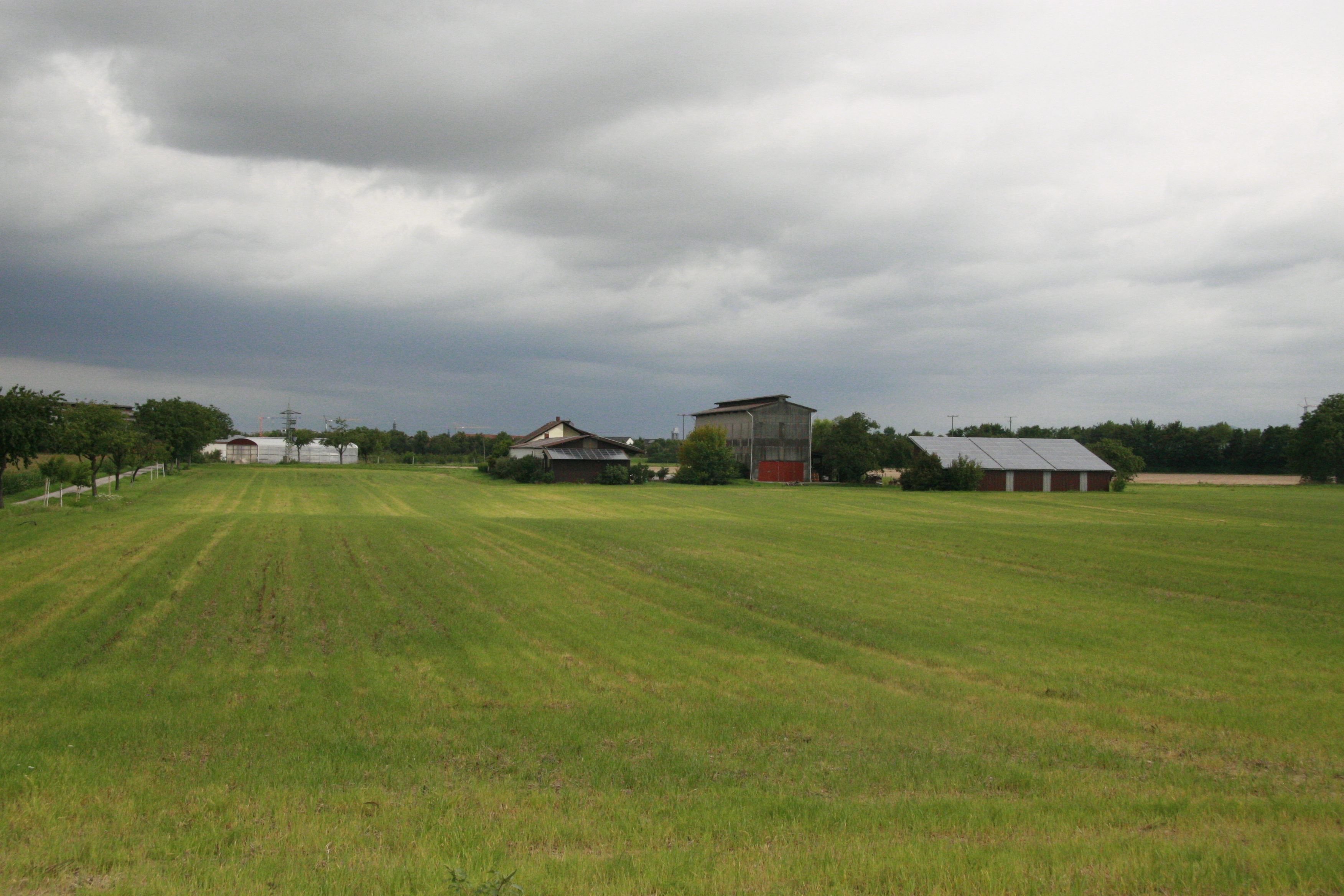
Die Hardtlachhöfe von Norden (2025)

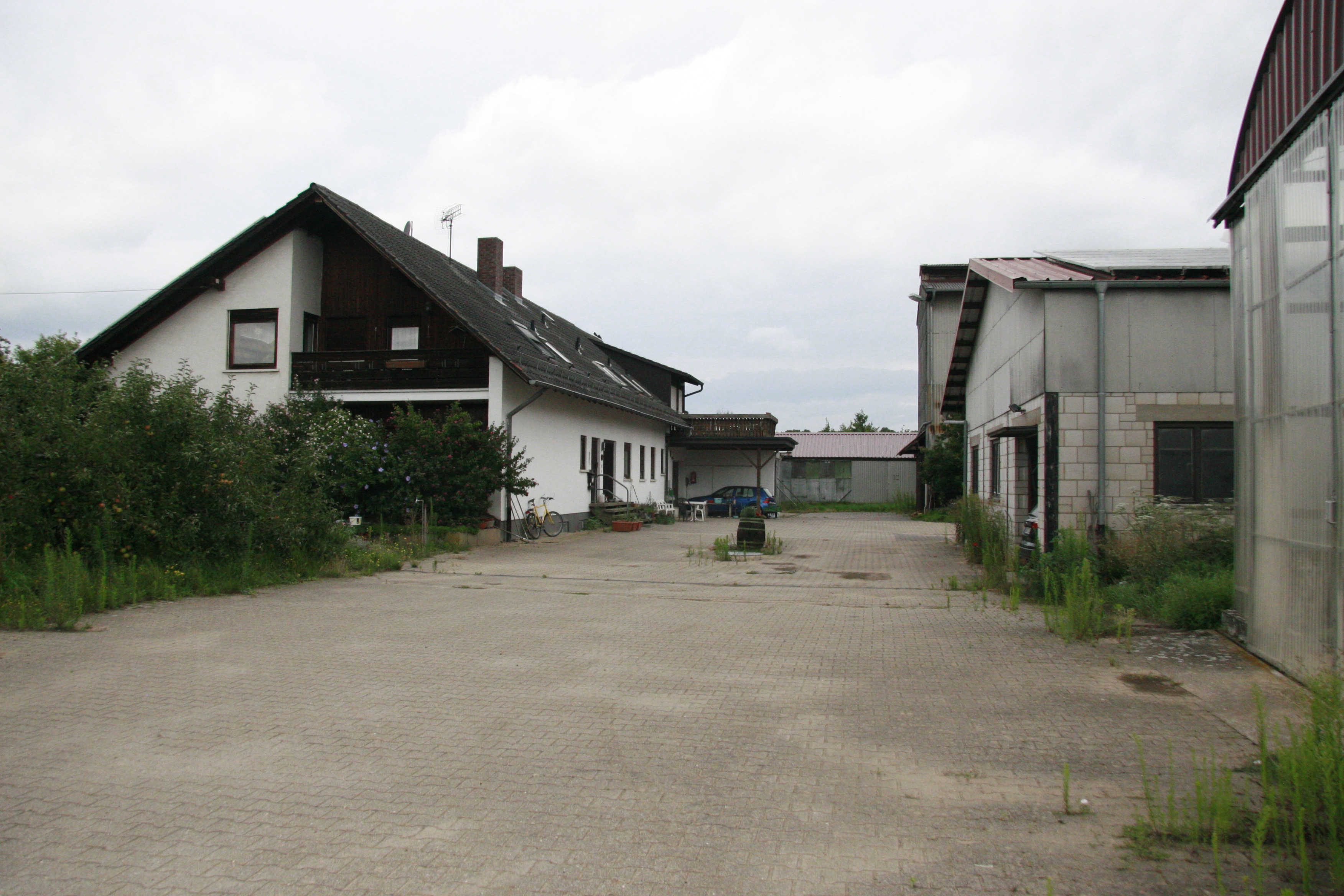
Der westliche der Hardtlachhöfe (2025)

Die Hardtlachhöfe sind ein Wohnplatz im Nordwesten von Baden-Württemberg. Er liegt auf dem Gebiet der Gemeinde Oftersheim im Rhein-Neckar-Kreis.

## Geographie
Die beiden Hardtlachhöfe bilden Aussiedlerhöfe die in der flachen Landschaft im Osten der Oberrheinischen Tiefebene liegen. Mit ihrem Namen beziehen sie sich auf ein Gewann, die Hardtlache, die im Norden an die Hockenheimer Hardt grenzt.

## Verkehr
Getrennt von Oftersheim im Osten werden die Hardtlachhöfe von der Bundesstraße 291, die Schwetzingen im Nordwesten mit Walldorf im Südosten verbindet.